# 24 Dywizja Atomowych Okrętów Podwodnych
24 Dywizja Atomowych Okrętów Podwodnych (24 DAOP) – związek taktyczny Sił Zbrojnych Federacji Rosyjskiej w strukturach Floty Północnej.
Dywizja wchodziła  w skład (2008) 12 Eskadry Atomowych Okrętów Podwodnych z Gadżyjewa. Stacjonowała w Gadżyjewie.

## Okręty
| Okręty dywizji w linii w 2008 |              |                 |
| Nazwa                         | Typ          | Uwagi           |
| K-154 Tigr                    | projekt 971U | w linii od 1993 |
| K-157 Wepr                    | projekt 971M | w linii od 1995 |
| K-317 Pantera                 | projekt 971  | w linii od 1990 |
| K-328 Leopard                 | projekt 971U | w linii od 1992 |
| K-335 Gepard                  | projekt 971U | w linii od 1998 |
| K-461 Wilk                    | projekt 971U | w linii od 1991 |